# Vlady Bystrov

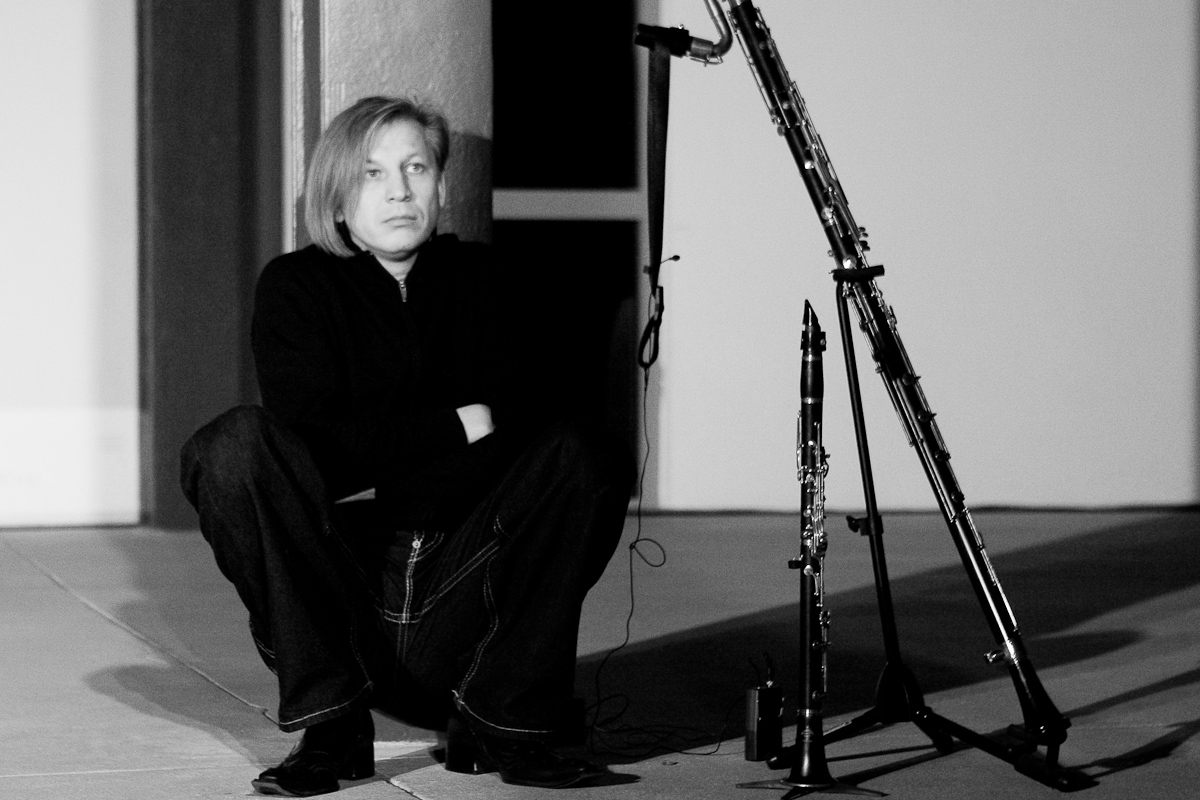
Vlady Bystrov vor seinen Instrumenten

Vlady Bystrov (russisch Владислав Юрьевич Быстров; * 19. Juni 1967 in Kasan, Sowjetunion) ist ein Saxophonist russischer Herkunft.

## Leben und Werk
Vlady, eigentlich Vladislav, Bystrov absolvierte an der Musikakademie St. Petersburg ein Klassik- und Jazzstudium, das er 1994 mit dem Diplom als Master of Fine Arts abschloss. Während des Studiums spielte er im St. Petersburger Konzert-Sinfonie-Orchester Russland, in der Big-Band St. Petersburg und in dem St. Petersburger Saxophone Quartett, mit dem er seit 2004 wieder moderne russische Musik spielt.
Nachdem er sich 1994 in Deutschland niedergelassen hatte, arbeitete er in zahlreichen experimentellen Projekten mit avantgardistischem Einsatz von Elektronik, Video, Tanz und Malerei. Er entwickelte ein Live-Elektronik-Setup, für das er zahlreiche Werke komponierte und in Solo-Konzerten „…für einen Musiker und Elektronik“ uraufführte. In der Saison 1997 bis 1999 war er am Staatstheater Braunschweig im Kinder- und Jugendtheater als Gastmusiker und Komponist engagiert, wo er unter anderem für zwei Produktionen die Musik schrieb.
Im Jahr 2000 erhielt Bystrov von der Technischen Universität Braunschweig, Fachbereich Musik, einen Lehrauftrag für die Fächer Klarinette und Saxophon. Seit 2004 ist er Künstlerischer Leiter des Internationalen Forums für Elektro-Akustische Musik und Medienkunst neue nacht. Seit 2016 organisiert er das Ebahariliku Muusika-Festival in Estland sowie die Konzertreihen Braunschweiger Diagonale, Antiphonale – Neue Musik in der Kirche und Drei Tage Neue Musik in Braunschweig.
Im Jahr 2019 promovierte er an der Estnischen Musikakademie in Tallinn mit dem Thema Von der Freien Improvisation zur Echtzeitkomposition. Formen. Modelle. Strukturen.